# Sherlock Holmes (soundtrack)
Sherlock Holmes is de originele soundtrack van de film uit 2009 met dezelfde naam, gecomponeerd door Hans Zimmer. Het album werd op 12 januari 2010 uitgebracht door WaterTower Music.
Regisseur Guy Ritchie gebruikte voor het bewerken van de film tijdelijk de soundtrack van de film The Dark Knight. Ritchie benaderde Hans Zimmer om de muziek te componeren voor de film. Zimmer was blij met het aanbod, maar had iets heel anders in gedachte voor de film. Zimmer bedoelde iets van een volksmuziek-achtig, zoals het geluid van The Pogues en een Roemeens orkest. Voor de sfeer werd er in de muziek onder meer een Banjo, cimbalom, violen en een gebroken pub piano gebruikt. Ook werd de filmmuziek begeleid door een experibass (een soort contrabas). Het orkest stond onder leiding van Gavin Greenaway. Additioneel muziek werd gecomponeerd door Lorne Balfe.
Het nummer "Rocky Road to Dublin" van The Dubliners werd tijdens de boksscène in de film gebruikt, maar is niet opgenomen op het album.

## Musici
- Ryeland Allison - Drums en Percussie
- Dudley Bright - Teron trombone
- Nicholas Bucknall - Klarinet
- Tina Guo - Cello
- Peter Lale - Altviool
- Eliza Marshall - Fluit
- Perry Montague-Mason - Viool
- Maurice Murphy - Trompet
- Anthony Pleeth - Cello

- Mary Scully - Bas
- Richard Skinner - Fagot
- Owen Slade - Tuba
- Dave Stewart - Bastrombone
- David Theodore - Hobo
- Richard Watkins - Hoorn
- Bruce White - Altviool
- Jonathan Williams - Cello
- Hans Zimmer - Synthesizer

## Nummers
| Nr. | Titel                               | Duur  |
| --- | ----------------------------------- | ----- |
| 1   | Discombobulate                      | 2:25  |
| 2   | Is It Poison, Nanny?                | 2:53  |
| 3   | I Never Woke Up in Handcuffs Before | 1:44  |
| 4   | My Mind Rebels at Stagnation        | 4:31  |
| 5   | Date, Date, Date                    | 2:15  |
| 6   | He's Killed the Dog Again           | 3:15  |
| 7   | Marital Sabotage                    | 3:44  |
| 8   | Not in Blood, But in Bond           | 2:13  |
| 9   | Ah, Putrefaction                    | 1:50  |
| 10  | Panic, Shear Bloody Panic           | 2:38  |
| 11  | Psychological Recovery... 6 Months  | 18:18 |
| 12  | Catatonic                           | 6:46  |

## Hitnoteringen

### NPO Klassiek Filmmuziek Top 200
| Sherlock Holmes in de NPO Klassiek Filmmuziek Top 200 | Sherlock Holmes in de NPO Klassiek Filmmuziek Top 200 | Sherlock Holmes in de NPO Klassiek Filmmuziek Top 200 |
| Jaar                                                  | 2024                                                  | 2025                                                  |
| ----------------------------------------------------- | ----------------------------------------------------- | ----------------------------------------------------- |
| Positie                                               | 148                                                   | 117                                                   |

## Prijzen en nominaties
| Jaar | Prijs                 | Categorie                                                                        | Genomineerde(n) | Uitslag     |
| ---- | --------------------- | -------------------------------------------------------------------------------- | --------------- | ----------- |
| 2010 | Academy Award         | Beste filmmuziek                                                                 | Hans Zimmer     | Genomineerd |
| 2010 | Critics' Choice Award | Beste filmmuziek                                                                 | Hans Zimmer     | Genomineerd |
| 2011 | Grammy Award          | Best Score Soundtrack Album for Motion Picture, Television or Other Visual Media | Hans Zimmer     | Genomineerd |